# شقران أرفرني
شقران أرفرني (الاسم العلمي: Puccinia arvernensis) هو نوع من الفطريات يتبع جنس الشقران من الفصيلة الشقرانية.